# SS Belgic (1873)
SS Belgic foi um navio a vapor da White Star Line. A sua quilha recebeu o número 81, no estaleiro Harland and Wolff em Belfast. Seu lançamento ocorreu no dia 14 de janeiro de 1873, sendo entregue aos proprietários no dia 29 de março. Ele foi inicialmente construído para a Bibby Line, mas foi adquirido pela White Star Line, realizando serviços pela América do Sul junto com seu navio irmão, SS Gaelic.
Ele partiu de Liverpool em sua viagem inaugural com destino a Valparaíso no dia 16 de abril de 1873, mas a White Star Line tomou a decisão de retirá-lo do serviço pela América do Sul no final daquele ano, fazendo sua última viagem em dezembro. Belgic foi transferido para o serviço norte-americano em 1874, realizando viagens entre Londres e Nova Iorque. No dia 20 de julho daquele ano, foi descoberto um defeito no navio, sendo rebocado para Nova Iorque. Belgic foi brevemente transferido para a rota de Liverpool e Nova Iorque, mas foi retirado de serviço em 1875, onde foi fretado pela Occidental and Oriental Steamship Company  no dia 29 de maio, operando a partir de São Francisco.
Belgic operou nessas rotas até sua venda em 1883 para a Cia de Nav. 'La Flecha', e seu nome foi mudado para Goefredo. Sua carreira nesta nova encarnação foi curta e marcada com dois acidentes. A primeira ocorreu no dia 27 de janeiro de 1884, quando ele encalhou em Santiago de Cuba. Ele foi posteriormente enviado para reparos em Liverpool. Mas após deixar o porto no dia 26 de fevereiro com destino a Havana, ele atingiu um banco de areia na foz do Rio Mersey, sendo completamente destruído.